# Barbara Allende
Barbara Allende Gil de Biedma znana jako Ouka Lele lub Ouka Leele (ur. 29 czerwca 1957 w Madrycie, zm. 24 maja 2022) – hiszpańska fotografka, projektantka okładek, współpracowniczka pisma „La Luna de Madrid”. Jedna z najważniejszych postaci hiszpańskiego ruchu kulturowego la movida madrileña, nazywana jego królową.

## Życiorys
Od dzieciństwa interesowała się malarstwem. Działalność artystyczną prowadziła od ok. 1976 roku. W latach 70. związała się z movidą. W 1978 roku wyszła za malarza El Hortelano, również związanego z ruchem; para przeniosła się do Barcelony i zamieszkała w pałacyku na górze Montjuïc. Ouka Lele i El Hortelano odbywali wspólnie liczne podróże (m.in. do Nowego Jorku, Jugosławii i Niemiec). W 1982 roku para wróciła do Madrytu, rozstali się dwa lata później. Na początku lat 80. Ouka Lele zmagała się z chorobą nowotworową. W tamtym okresie, oprócz fotografii autorskiej, zajmowała się także projektowaniem okładek i fotografowaniem dla „La Luna de Madrid”. W 1987 roku retrospektywną wystawę artystki zorganizowało Museo de Arte Contemporáneo w Madrycie.

## Twórczość
W okresie movidy tworzyła portrety przedstawicieli ruchu. Jest autorką m.in. serii Peluquería – absurdalnych portretów w technice fotografii i kolażu, utrzymanych w estetyce pop-artu, na których przedstawiane osoby (m.in. El Hortelano) mają na głowie wymyślne, surrealistyczne fryzury (np. złożone z przedmiotów codziennego użytku lub zwierząt). Jest także autorką zdjęć nawiązujących do hiszpańskich martwych natur (bodegon) – m.in. Mi primer bodegón (1984) i Un bodegón para Cristóbal (1986).
W 1982 roku zaprojektowała serię pocztówek związanych z Madrytem. Zajmowała się także eksperymentalną twórczością filmową.
Do wykorzystywanych przez nią technik należą kolaż oraz technika malowania zdjęć farbami akwarelowymi.